# Пидтыченко, Мария Максимовна
Мария Максимовна Пидтыченко (1912—1991) — советский хозяйственный, государственный и политический деятель. Академик АПН СССР с 30 января 1968 года по Отделению методологии, теории и истории педагогики.

## Биография
Родилась в 1912 году в селе Черноглазовка. Член ВКП(б) с 1939 года.
Окончила Харьковский университет. С 1934 года — на хозяйственной, общественной и политической работе. В 1934—1982 гг. — преподаватель общественных наук и марксизма-ленинизма, секретарь Днепропетровского областного комитета ЛКСМ Украины, секретарь ЦК ЛКСМ Украины по пропаганде и агитации, секретарь Киевского городского комитета КП(б) Украины, руководитель Группы консультантов ЦК КП(б) Украины по печатной пропаганде, преподаватель, заведующая кафедрой Киевского государственного института театрального искусства, секретарь Киевского городского комитета КП(б) — КП Украины, заведующая кафедрой Киевского государственного института театрального искусства, ректор, профессор-консультант Киевского государственного педагогического института имени М. Горького.
Делегат XIX съезда КПСС, была избрана кандидатом в члены ЦК.
Умерла в Киеве в 1991 году.